# Naomi Scott
Naomi Scott (Hounslow, 6 mei 1993) is een Engels actrice, zangeres en danseres, geboren in Hounslow. 

## Biografie
Ze werd bekend met de rol van Mohini (Mo) Banjaree in de Disney-film Lemonade Mouth. Ook speelde ze in 2011 Maddy Shannon in de televisieserie Terra Nova.
In 2017 speelde ze in de film Saban's Power Rangers de rol van Kimberly Hart, de roze Power Ranger. 
In 2019 speelde ze prinses Jasmine in Aladdin, de liveaction-bewerking van de Disneyklassieker Aladdin. In datzelfde jaar speelde ze de rol van Elena Houghlin in Charlie's Angels.

## Filmografie
- Life Bites (2008-2009) - als Megan
- Sadie J (2011) - als Clare
- Lemonade Mouth (2011) - als Mohini (Mo) Banjaree
- Terra Nova (2011) - als Maddy Shannon
- By Any Means (2013) - als Vanessa Velasquez
- The 33 (2015) - als Escarlette Sepulveda Valdivia
- Hello, again (2015) - als Maura
- Lewis (2015-2016) - als Sashira Desai
- Power Rangers (2017) - als Kimberly Hart / Pink Ranger
- Aladdin (2019) - als Prinses Jasmine
- Charlie's Angels (2019) - als Elena Houghlin
- Anatomy of a Scandal (2022) - als Olivia Lytton
- Distant (2023) - als Naomi Calloway
- Smile 2 (2024) - als Skye Riley

## Prijzen en nominaties
| Jaar |               | Prijs              | Categorie                            | Resultaat   |
| ---- | ------------- | ------------------ | ------------------------------------ | ----------- |
| 2017 | Power Rangers | Teen Choice Awards | Science-Fiction Actrice              | Genomineerd |
| 2019 | Aladdin       | Teen Choice Awards | Science-Fiction/Fantasy Film Actrice | Won         |
| 2019 | Aladdin       | Saturn Awards      | Beste vrouwelijke bijrol             | Genomineerd |
| 2020 | Haarzelf      | Shorty Awards      | Beste acteur                         | Genomineerd |

## Privé
In 2014 is ze met voetballer Jordan Spence getrouwd, die ze vanaf haar 16e kent.